# Chrysopa fuscostigma
Chrysopa fuscostigma is een insect uit de familie van de gaasvliegen (Chrysopidae), die tot de orde netvleugeligen (Neuroptera) behoort. 
Chrysopa fuscostigma is voor het eerst wetenschappelijk beschreven door Esben-Petersen in 1933.